# Enrique Buero
Enrique Eduardo Buero (* 10. Januar 1891; † 1975) war ein uruguayischer Diplomat und Rinderzüchter. Er gilt neben Jules Rimet als Begründer der Fußball-Weltmeisterschaft.

## Leben
Enrique Eduardo Buero war der Sohn von María Thévenet und Enrique Buero. Er heiratete Margarita Alvarez Martinez; ihre Kinder waren Enrique J. ("der Belgier") und Margot. 1914 wurde er an der Universität Montevideo  promoviert, trat in den auswärtigen Dienst, wo er als Abteilungsleiter beschäftigt wurde. 1916 war er Staatssekretär im Außenministerium, 1918 war er Staatssekretär im Finanzministerium. Von 1920 bis 1923 war er Abgeordneter in der Abgeordnetenkammer, 1923 wurde er Gesandter in Bern und Delegierter beim Völkerbund in Genf.
1927 wurde Buero Gesandter in Brüssel und Den Haag. 1930 war er Richter am ständigen internationalen Gerichtshof in Den Haag. Im Jahr 1932 wurde er zum außerordentlichen Gesandter und Ministre plénipotentiaire in Berlin ernannt, wo er vom 17. März 1933 bis 12. September 1934 akkreditiert war. 
1933 war Buero Generalsekretär bei der 7. panamerikanischen Konferenz. 1935 war er Vorstand im Administración Nacional de Puertos (Bauwerk). Im Jahr 1939 war Buero Gesandter in Madrid. Vom 14. Mai 1942 bis 1945 war er Botschafter in Lima. Von 1946 bis 1948 war Buero Botschafter in Rio de Janeiro und von 1948 bis 1953 war er Ambassador to the Court of St James’s. Buero war Mitglied im Tribunal de Conciliación Turco Danés (türkisch-dänischen Schiedsgericht).

## Fußball-Funktionär
Enrique Buero war zu Beginn des 20. Jahrhunderts einer der Vize-Präsidenten des Weltfußballverbandes FIFA. Er war Delegationsleiter der Uruguayischen Fußballnationalmannschaft bei den Olympischen Spielen 1924 in Paris und 1928 in Amsterdam, die La Celeste beide gewann.
Bereits seit 1924 hatte er gemeinsam mit Rimet Pläne für ein Fußball-Weltturnier geschmiedet. Diese wurden 1928 dem Weltverband vorgelegt, der schließlich akzeptierte. Uruguay kandidierte, da es die letzten beiden olympischen Turniere gewonnen hatte und für 1930 die Hundertjahresfeier seiner Unabhängigkeit vorbereitete. Bei dem Jahreskongress der FIFA im Mai 1929 wurde dann die erste Weltmeisterschaft nach Uruguay vergeben, da Buero es verstanden hatte, alle anderen südamerikanischen Mitglieder zu überzeugen, für Uruguay zu stimmen, während neben dem europäischen Favoriten Italien noch weitere europäische Länder kandidierten. Aus Protest boykottierten die europäischen Fußballverbände die Weltmeisterschaft.
Noch drei Monate vor der Ausrichtung hatte kein einziger europäischer Fußballverband zugesagt. Buero verhandelte intensiv hinter den Kulissen. Aber erst als er versprach, dass Uruguay die Reisekosten und die Verpflegung für alle Delegationen übernehmen würde, weiter jedem Spieler täglich vier Peso (und zwei Peso pro Tag für die dreiwöchige Überfahrt) zu bezahlen, sowie der FIFA zehn Prozent des Gewinns zu überlassen, konnte er seinen Freund Rodolphe William Seeldrayers überzeugen. Der war gerade zum Präsidenten des belgischen Fußballverbands gewählt worden und erklärte es zur Ehrensache für das Gründungsmitglied der FIFA, an der ersten Weltmeisterschaft teilzunehmen. Trotzdem mussten noch die Öffentlichkeit, die Arbeitgeber und die Fußballvereine von Seeldrayers und Buero überzeugt werden. Schließlich nahmen auch noch die Nationalmannschaften aus Rumänien, Jugoslawien und Frankreich an der ersten Weltmeisterschaft teil, die jedoch von den anderen europäischen nationalen Verbänden wie dem Italiens weiter boykottiert wurde.
Enrique Buero verabschiedete am 20. Juni 1930 persönlich die belgische Delegation am Brüsseler Bahnhof Gare du Midi/Zuidstation. Mit auf die Reise ging sein fünfzehnjähriger Sohn Enrique J. "der Belgier", der im Gepäck die Siegestrophäe, den später Coupe Jules Rimet genannten Pokal, mitführte.

## Auszeichnungen
- Großkreuz des Kronenordens
- 1930: Großkreuz des Christusordens
- Grand officer, Ehrenlegion
- Orden der Krone von Italien
- Orden vom Kreuz des Südens

| Vorgänger            | Amt | Nachfolger            |
| -------------------- | --- | --------------------- |
| —                    | uruguayischer Gesandter in Bern 1923 bis 1927                                                            | Ernesto Benavides     |
| —                    | Gesandter in Brüssel 1927 bis 1931                                                                       | Julio A. Lacarte Muro |
| Pedro Cosio          | außerordentlichen Gesandter und Ministre plénipotentiaire in Berlin 17. März 1933 bis 12. September 1934 | Virgilio Sampognaro   |
| Daniel Castellanos   | außerordentlichen Gesandter und Ministre plénipotentiaire in Madrid 1939 bis 14. Mai 1942                | Virgilio Sampognaro   |
| Virgilio Sampognaro  | außerordentlichen Gesandter und Ministre plénipotentiaire in Lima 14. Mai 1942 bis 9. April 1946         | Alvaro Vázquez        |
| Carlos María Ramírez | außerordentlichen Gesandter und Ministre plénipotentiaire in Rio de Janeiro 9. April 1946 bis 1948       | Carlos Manini Ríos    |
| Federico Vidiella    | uruguayan Ambassador to the Court of St James’s 1948 bis 1953                                            | José Antonio Quadras  |